# Starchild (Level 42)
Starchild is een nummer van de Britse jazzfunkband Level 42. Het is de derde single en tevens de afsluiter van het titelloze debuutalbum uit 1981. Het nummer werd in oktober van dat jaar op single uitgebracht. De tekst is geschreven door bassist Mark King, drummer Phil Gould en 'vijfde bandlid' Wally Badarou. De zang is ditmaal van toetsenist Mike Lindup (falset) in plaats van Mark King (tenor). 
De albumversie duurt 5:58 maar werd ingekort tot 4:04 om het op de radio gedraaid te krijgen. Op de oorspronkelijke cd-uitgave werd deze vervangen door de 12-inch-uitvoering van 6:41 welke ook op vinyl is uitgebracht. Daarnaast is er een 7"-versie op single uitgebracht van 3:52.

## Hitnoteringen
Starchild kwam tot #47 in de Britse hitlijsten en tot #60 in de Amerikaanse clubchart.
In Nederland bereikte de plaat begin 1982 de 24e positie in de Nederlandse Top 40, de 17e positie in de Nationale Hitparade en de 20e positie in de TROS Top 50.
Starchild werd een liveklassieker, net als The Sun Goes Down (Living It Up) uit 1983 dat eveneens door Lindup werd gezongen.

## Tracklijst
- 7"

1. "Starchild" (remix) - 3:52
2. "Foundation and Empire" (Part 1) - 4:10

## Verder verloop
In 1995 werd het gesampled voor de remix van The Bucketheads' Time and Space.
In 2001 werd Starchild opnieuw uitgebracht door Peppermint Records in het Verenigd Koninkrijk en Duitsland. 